# Riu S. Barzolu
Riu S. Barzolu este o arie protejată (arie specială de conservare — SAC, sit de importanță comunitară — SCI) din Italia întinsă pe o suprafață de 281 ha, integral pe uscat.

## Localizare
Centrul sitului Riu S. Barzolu este situat la coordonatele 39°20′04″N 9°14′14″E / 39.334444°N 9.237222°E.

## Înființare
Situl Riu S. Barzolu a fost declarat sit de importanță comunitară în iunie 1995 pentru a proteja 5 specii de animale. Situl a fost protejat și ca arie specială de conservare în aprilie 2017.

## Biodiversitate
Situată în ecoregiunea mediteraneană, aria protejată conține 6 habitate naturale: Păduri de Quercus ilex și Quercus rotundifolia, Galerii și tufărișuri riverane sudice (Nerio-Tamaricetea și Securinegion tinctoriae), Păduri de Olea și Ceratonia, Pseudostepă cu ierburi și specii anuale de Thero-Brachypodietea, Tufărișuri termo-mediteraneene și de pre-deșert, Matorral arborescenți cu Juniperus spp..
La baza desemnării sitului se află mai multe specii protejate:
- păsări (3): caprimulg (Caprimulgus europaeus), sfrâncioc roșiatic (Lanius collurio), silvie de tufiș (Sylvia undata)
- amfibieni (1): Discoglossus sardus
- reptile (1): Euleptes europaea

Pe lângă speciile protejate, pe teritoriul sitului au mai fost identificate 8 specii de plante, 9 specii de păsări.